# Окиснення Лем'є-Джонсона
Окиснення Лем'є-Джонсона або Малапрада-Лем'є-Джонсона — це хімічна реакція, в якій олефін піддається окисному розщепленню з утворенням двох альдегідних або кетонних одиниць. Реакція названа на честь її винахідників, Раймонда Ургеля Лем'є та Вільяма Саммер Джонсона, які опублікували її в 1956 році. Реакція протікає у два етапи, починаючи з дигідроксилювання алкену чотириокисом осмію, а потім реакцією Малапрада для розщеплення діолу за допомогою періодату. Періодат також служить для регенерації чотириокису осмію. Це означає, що потрібна лише каталітична кількість реагенту осмію, а також те, що дві послідовні реакції можуть бути виконані як один тандемний реакційний процес. Реакція Лем'є-Джонсона припиняється на альдегідній стадії окислення і тому дає ті ж результати, що й озоноліз.
Класичне окислення Лем'є-Джонсона часто генерує багато побічних продуктів, що призводить до низьких виходів реакції; однак додавання ненуклеофільних основ, таких як 2,6-лутидин, може покращити цей показник. OsO4 можна замінити низкою інших сполук осмію.Періодат також можна замінити іншими окислювачами, такими як оксон.